# Paolo Dionisi
Paolo Dionisi (Roma, 19 luglio 1965) è un diplomatico italiano.

## Biografia
Laureatosi nel 1988 in scienze politiche all'Università degli Studi di Roma "La Sapienza", Dionisi entrò in carriera diplomatica nel 1991, con primi incarichi tra Bonn, Beirut e Roma.
Nel 2006 venne trasferito ad Abu Dhabi come ambasciatore d'Italia negli Emirati Arabi Uniti, carica che ricoprì fino a settembre 2010; nell'ottobre dello stesso anno diventò ambasciatore d'Italia in Oman fino a settembre 2012. Dall'anno seguente entrò in aspettativa e nel 2015 si dimise; fu tuttavia riammesso in servizio nel 2019 e il 9 settembre di quell'anno è stato nominato Coordinatore per la crisi in Siria.